# Eufistulana agglutinans
Eufistulana agglutinans is een tweekleppigensoort uit de familie van de Gastrochaenidae. De wetenschappelijke naam van de soort is voor het eerst geldig gepubliceerd in 1855 door Deshayes.